# گاوچرانک آسیایی
گاوچرانک آسیایی، گاوچرانک خاوری یا گاوچرانک شرقی (نام علمی: Bubulcus coromandus)، گونه‌ای حواصیل (از خانواده حواصیلان) است که در مناطق گرمسیری، نیمه‌گرمسیری و مناطق معتدل گرم یافت می‌شود. اکثر مقامات طبقه‌بندی این گونه و گاوچرانک غربی را باهم به عنوان زیرگونه‌ای از گاوچرانک جمع می‌کنند، اما برخی (از جمله اتحادیه بین‌المللی پرنده‌شناسان) آنها را جدا می‌دانند. برخلاف شباهت‌های پر و بال با حواصیل‌های سفید از سردهٔ قارها، بیشتر به حواصیل‌های Ardea مرتبط است. بومی جنوب و شرق آسیا و استرالیا است.
با وجود شباهت‌های ظاهری سطحی، گاوچرانک بیشتر به سردهٔ Ardea، که شامل حواصیل‌های بزرگ یا معمولی و حواصیل سفید بزرگ (A. alba) می‌شود، نسبت نزدیکی دارد تا با بیشتر گونه‌هایی که در سردهٔ قارها نامیده می‌شوند.

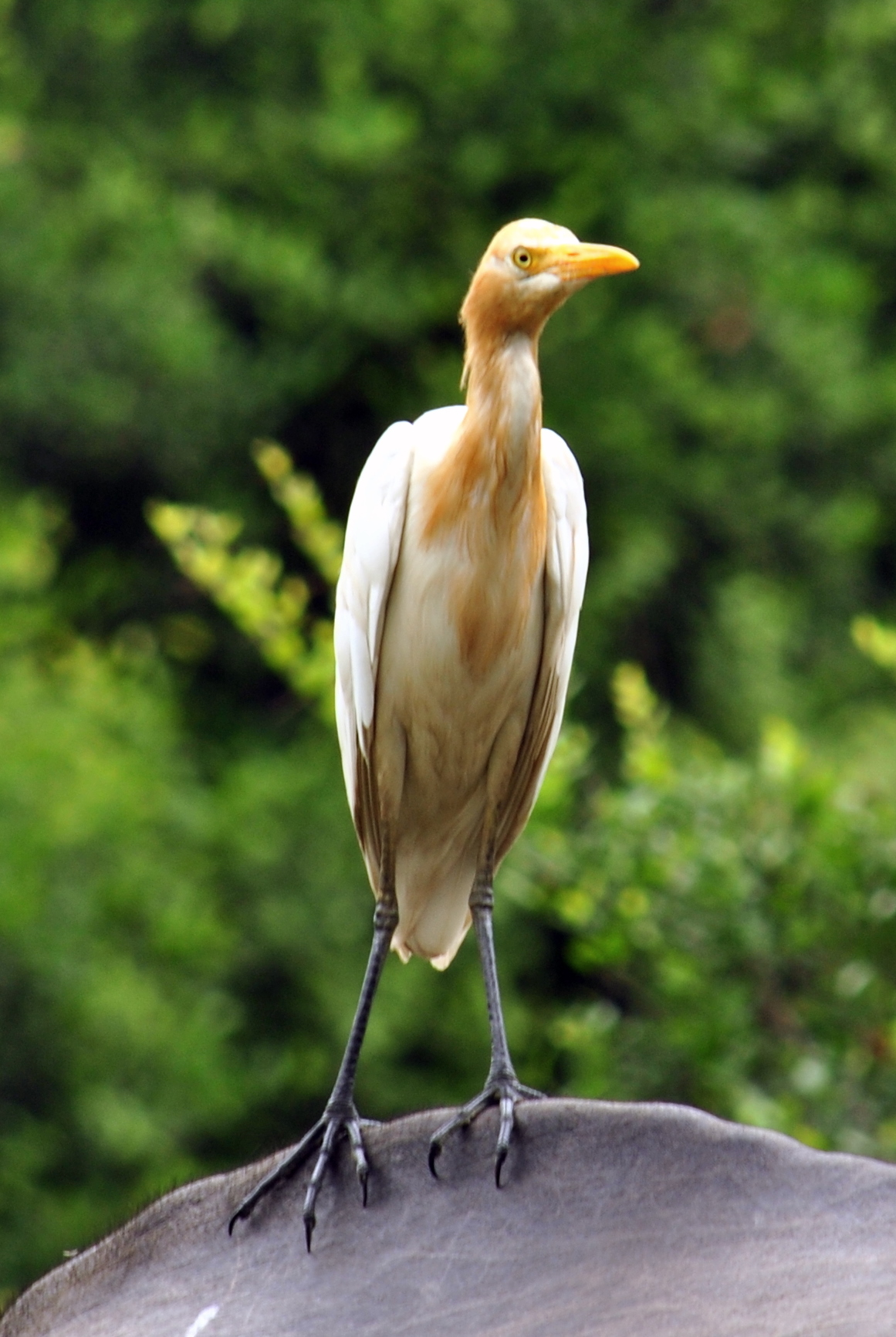
نشسته روی یک گاومیش در پناهگاه حیات وحش Asola Bhatti در منطقه پایتخت ملی دهلی، هند

حواصیلی تنومند با ۸۸–۹۶ سانتیمتر (۳۵–۳۸ اینچ) گسترهٔ بالها؛ ۴۶–۵۶ سانتیمتر (۱۸–۲۲ اینچ) طول و وزن آن ۲۷۰–۵۱۲ گرم (۹٫۵–۱۸٫۱ اونس) است. دارای گردن کلفت و نسبتاً کوتاه، منقار محکم و حالت قوزکرده است. بالغ نازادآور عمدتاً دارای پرهای سفید، منقار زرد و پاهای زرد مایل به خاکستری است.
در استرالیا، کلنی‌ها در دهه ۱۹۴۰ آغاز شد، و این گونه خود را در شمال و شرق این قاره مستقر کرد. در دهه ۱۹۶۰ شروع به بازدید منظم از نیوزلند کرد.
در استرالیا، کلاغ‌های تورسی، عقاب‌های دم‌گوه‌ای و عقاب‌های دریایی شکم‌سفید تخم‌ها یا جوان‌های این گونه را می‌گیرند و آلودگی کنه‌ها و عفونت‌های ویروسی نیز ممکن است از علل مرگ‌ومیر آن‌ها باشند.

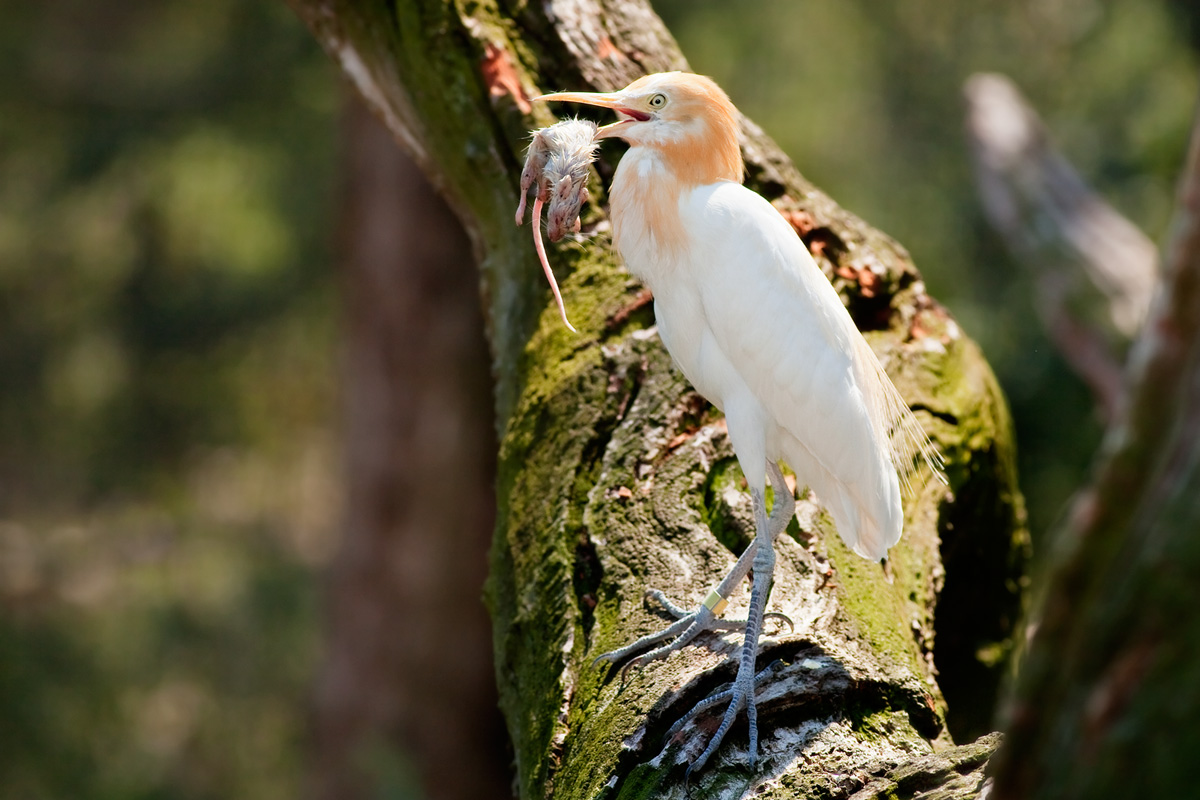
با یک موش

گاوچرانک، گونه‌ای قابل توجه است که نام‌های رایج بسیاری را به خود جلب کرده‌است. اینها بیشتر به عادت او به دنبال کردن گاو و دیگر جانوران بزرگ مربوط می‌شود.
گاوچرانک پرنده‌ای محبوب در میان دامداران است زیرا نقش آن را به عنوان کنترل زیستی انگل‌های گاو مانند کنه و مگس می‌دانند. مطالعه‌ای در استرالیا نشان داد که گاوچرانک، تعداد مگس‌هایی را که مستقیماً از روی پوست گاو نیش می‌زنند، کاهش می‌دهد.